# أندريه بورودين
أندريه بورودين (بالروسية: Андрей Фридрихович Бородин)‏ (و. 1967  م) هو اقتصادي، ومصرفي من الاتحاد السوفيتي، وروسيا، ولد في موسكو.

## مناصب
تولى منصب Interpol Red Notice ‏
.

## التعليم
تعلم في الجامعة المالية التابعة لحكومة الاتحاد الروسي
.

## جوائز
حصل على جوائز منها:
- وسام الاحتفال بالذكرى السنوية الخمسين بعد المائة لموسكو  [لغات أخرى]‏
- نيشان القديس سرجيوس الرادونزي من الدرجة الثانية  [لغات أخرى]‏
- ميدالية ترتيب الاستحقاق الوطني في روسيا الدرجة الثانية  [لغات أخرى]‏
- نيشان القديس سرجيوس الرادونزي من الدرجة الثالثة  [لغات أخرى]‏
- وسام الصداقة الروسي
- نيشان الأمير المسكوبي المقدس من الدرجة الثالثة  [لغات أخرى]‏